# Dactylorhiza rhenana
Dactylorhiza traunsteineri là một loài thực vật có hoa trong họ Lan. Loài này được (Höppner) Soó mô tả khoa học đầu tiên năm 1962.

## Hình ảnh

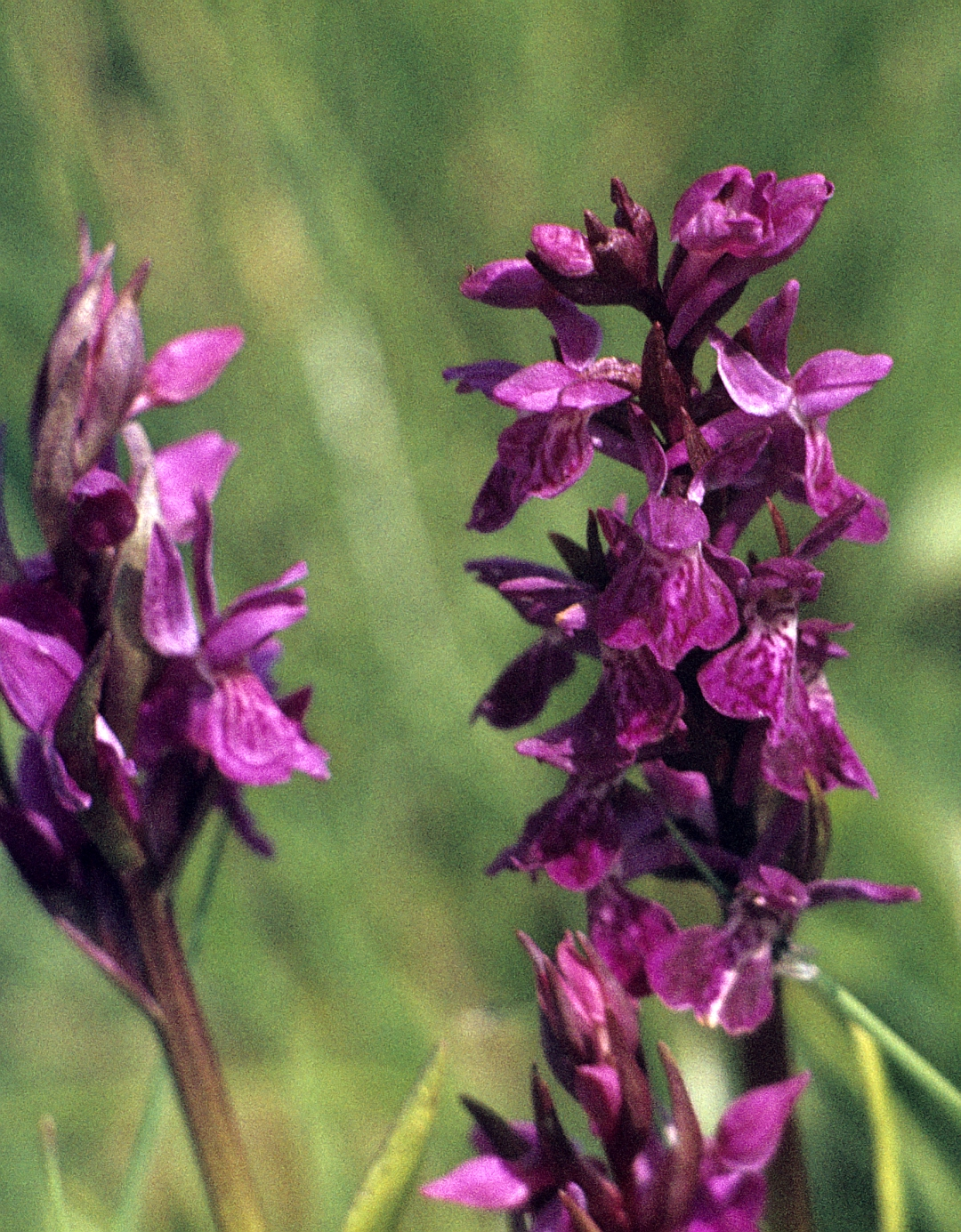
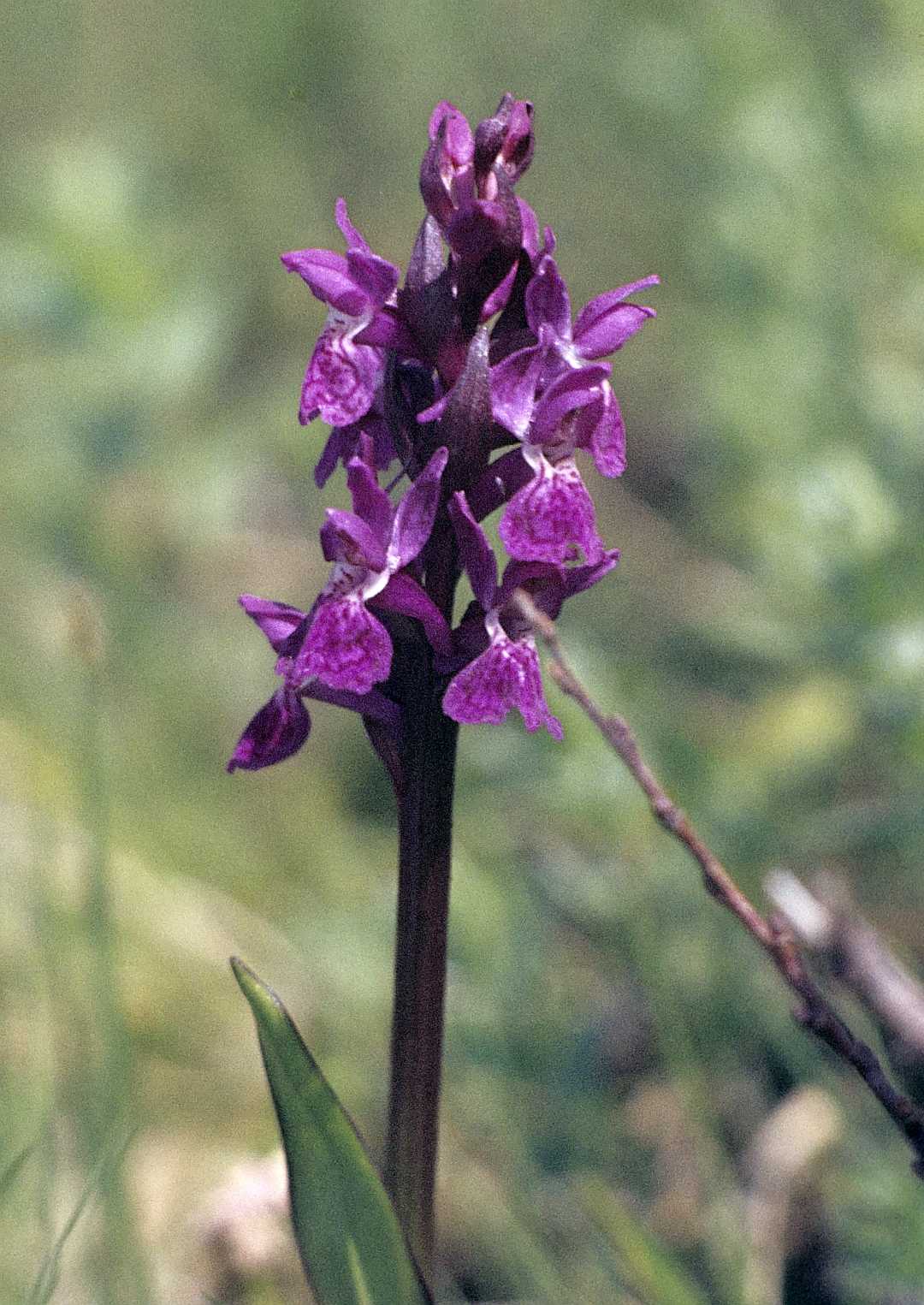
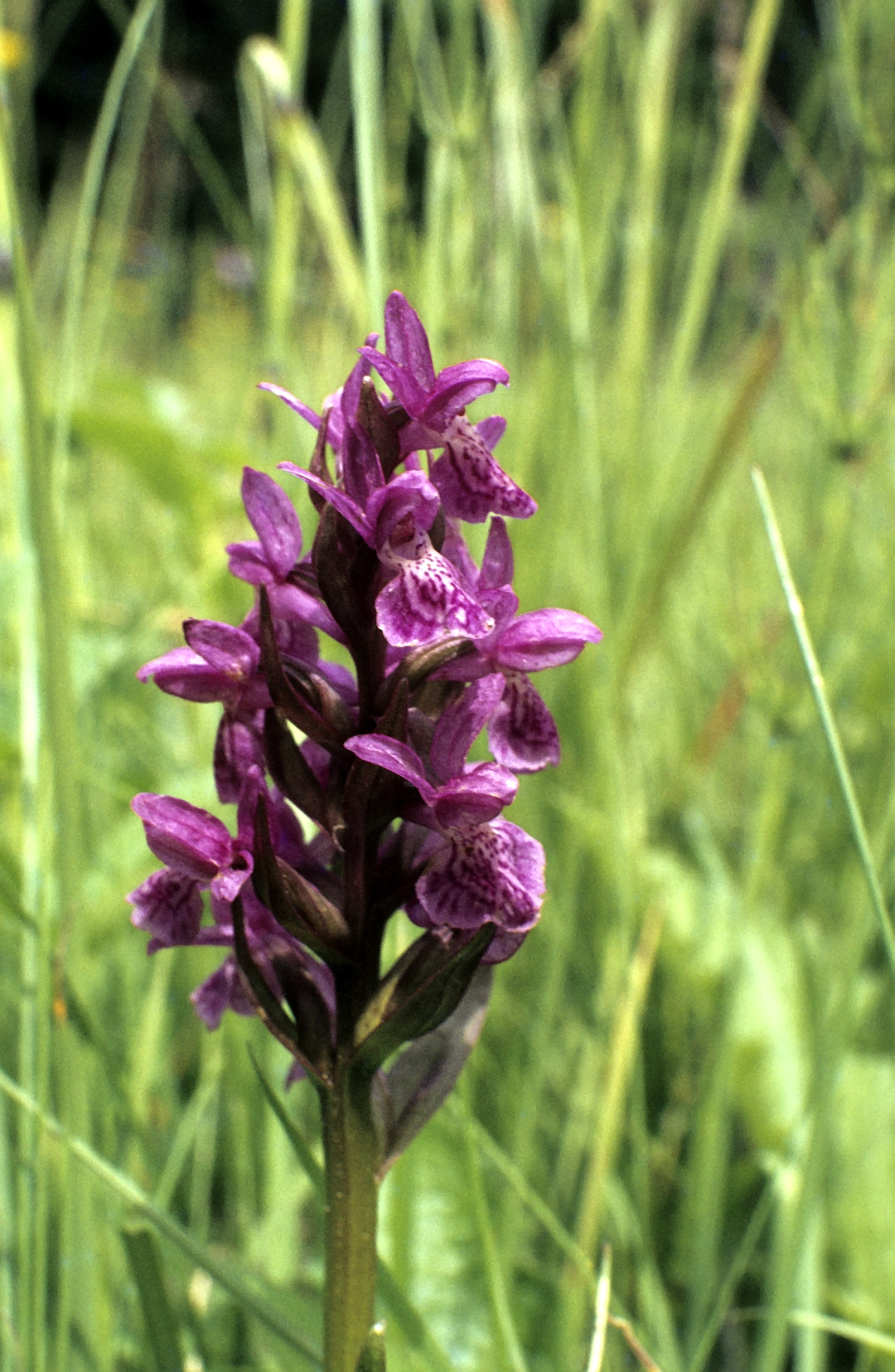
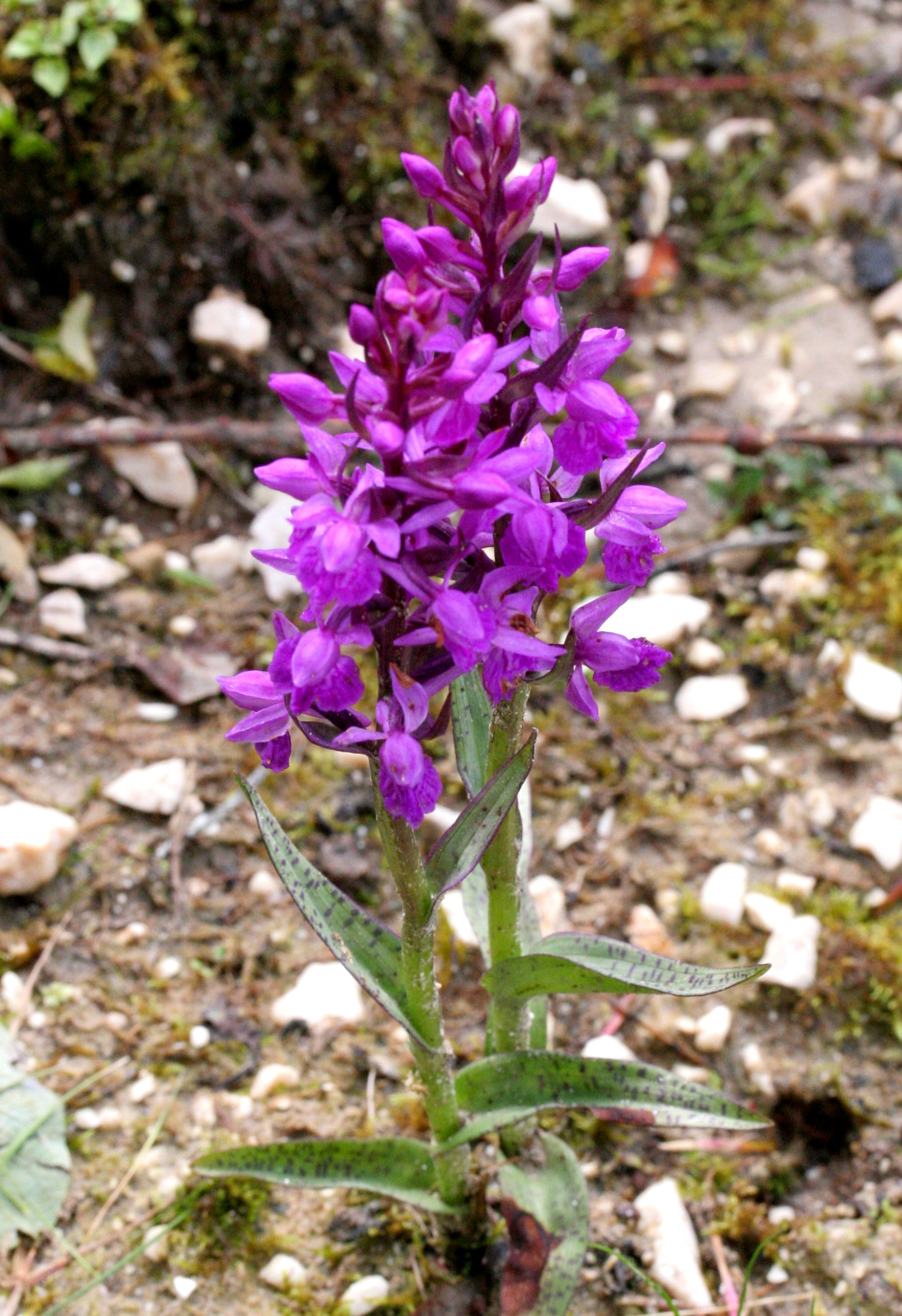